# Графенрајнфелд
Графенрајнфелд (њем. Grafenrheinfeld) општина је у њемачкој савезној држави Баварска. Једно је од 29 општинских средишта округа Швајнфурт. Према процјени из 2010. у општини је живјело 3.381 становника. Посједује регионалну шифру (AGS) 9678136.

## Географски и демографски подаци
Графенрајнфелд се налази у савезној држави Баварска у округу Швајнфурт. Општина се налази на надморској висини од 208 метара. Површина општине износи 11,4 km². У самом мјесту је, према процјени из 2010. године, живјело 3.381 становника. Просјечна густина становништва износи 298 становника/km².